# Ingemar Bondeson
Per Ingemar Bondeson (ur. 30 lipca 1916 w Lund, zm. 23 lipca 1988 w Tibro) – szwedzki szermierz, brązowy medalista mistrzostw świata.
Ukończył Akademię Wojskową Karlberg (szw. Militärhögskolan Karlberg), następnie wstąpił do szwedzkiej armii. Dosłużył się stopnia podpułkownika. Odznaczony Orderem Miecza.
Podczas mistrzostw świata w Monte Carlo w 1950 roku Szwedzi w składzie: Ingemar Bondeson, Per Carleson, Sven Fahlman, Carl Forssell, Berndt-Otto Rehbinder i Nils Rydström zdobyli brązowy medal w szpadzie drużynowej. Był to jego jedyny medal wywalczony w zawodach tego cyklu.
Nigdy nie wziął udziału w igrzyskach olimpijskich.